# پیوه دی تکو
پیوه دی تکو (به ایتالیایی: Pieve di Teco) یک کومونه در ایتالیا است که در استان ایمپریا واقع شده‌است. پیوه دی تکو ۴۰٫۶ کیلومتر مربع مساحت و ۱٬۴۰۲ نفر جمعیت دارد.

## خواهرخوانده
شهرهای Bagnols-en-Forêt و فرژو خواهرخوانده‌های پیوه دی تکو هستند.